# Cisztás fibrózis
A cisztás fibrózis (CF, cisztikus fibrózis, mukoviszcidózis) egy autoszomális recesszív öröklődésű, az egyik leggyakoribb veleszületett genetikai betegség. Gyakorisága populációnként eltérő, a kaukázusi emberfajták között az előfordulási aránya kb. 1:4000.

## Molekuláris ok

A cisztás fibrózis autoszomális recesszív öröklődésmenete

A cisztás fibrózisban a CFTR gén mutációja jön létre. A humán genom egyik legnagyobb génje ez, amelyben már több mint 500 mutációt leírtak. A génhiba a családokban akár több generáción át is rejtve maradhat, és csak akkor jelenik meg betegség formájában, ha mindkét szülő hordozza a hibás génszakaszt (ekkor 25%-os valószínűséggel CF-es beteg gyermek születik).
A CFTR gén egy CFTR (cisztás fibrózis transzmembrán konduktancia regulátor) fehérjét kódol, mely a mirigyek kivezetőcsövének hámjában helyezkedik el. Egy 7 transzmembrán régióból álló ún. G fehérjén keresztül érkező jel hatására a ciklikus AMP (cAMP) szintje megemelkedik, ez aktiválja a protein kináz A fehérjét (PKA), amely foszforizálja, és így nyitott állapotba hozza a dimer CFTR csatornát, amin keresztül kloridionok távoznak a mirigy lumenébe, amit ekvivalens mennyiségű víz és nátriumion követ. Így a nyák elnyeri végső viszkozitását.
A betegségben hiányzik a CFTR fehérje, így habár a jeltől megfelelően eljut a rendszer a PKA aktiválásáig, nem jut ki klorid, nátriumion és víz, azaz a nyák besűrűsödik. A sűrű nyák pedig megfelelő táptalajt nyújt a fertőzéseknek.

## Gén
A CFTR gén a 7-es kromoszóma hosszú karjának 31.1-31.2 régiójában található. A leggyakoribb mutáció az 508-as pozícióban lévő fenilalanin törlődése.

## Klinikai tünetei
A CFTR-fehérje hibás működése legszembeötlőbben az alábbi szervekben figyelhető meg:
- A hasnyálmirigyben: a mirigy elégtelen működése emésztési problémákat okoz.
- A légzőrendszerben: a krónikus, valamint a rohamokban jelentkező köhögés, az ismétlődő és a krónikus tüdőgyulladás. Légzési problémák, sűrű váladék rakódik le a légutakban, emiatt a tüdő nem kap elegendő oxigént, így fokozatosan elhal, ezt megelőzendő alkalmazzák az inhalálás nevű kezelést.
- A mellékherékben: a csatornák elzáródása miatt a férfi betegek 95%-a steril.
- A besűrűsödött nyák elzárja a külső elválasztású mirigyek kivezető csöveit, ez megváltozott nyáktermelésében mutatkozik meg.
- A csecsemőknél a meconium ileus, azaz a belek tartalmának besűrűsödése miatt bekövetkező elzáródás hívja fel a figyelmet a betegségre.
- A beteg gyermekben a tünetek a cisztikus fibrózis súlyosságától függően fokozatosan alakulnak ki.
- Visszamaradás a testmagasság- és a súlygyarapodásban
- Fehérjehiány
- A zsíroldékony vitaminok (A, D, E, K) hiányának jelei
- Dobverőujjak
- Jellemző szinte az összes mirigy gyulladásos elváltozása.

## Kezelése
- Fontos, hogy a betegeknek magas energiatartalmú táplálékot biztosítsunk.
- A gyermekeket a lehető legtovább szoptatni kell.
- A tápláléknak fokozott mennyiségben kell nátrium-kloridot (konyhasót), zsíroldékony vitaminokat (A-, D-, E-, K-vitamin), valamint B6-vitamint tartalmaznia.
- A hasnyálmirigy külső elválasztású mirigyeinek csökkent működését étkezés közben beadott hasnyálmirigyenzim-készítményekkel kell kezelni.
- A cisztás fibrózis kezelése kiterjed a krónikus és kiújuló légúti megbetegedésekre is: ez általában a légutakban pangó váladék eltávolítását jelenti, valamint a hörghurutos és tüdőgyulladásos tünetek fellángolásainak antibiotikumos kezelését, nyákoldó készítmények adását, valamint – egyes gyermekeknél – szájon át, intravénásan, illetve belégzés útján alkalmazott szteroidkezelést.
- Spirometria vizsgálattal figyelik a légzésfunkciót. Bizonyos teljesítmény alatt a beteg felkerül egy transzplantációs listára; ha van megfelelő donor, végrehajtják a tüdő-transzplantációt. Magyarországon ilyen műtétet csak 2015-től végezhetnek,[3] a magyar betegeket addig Bécsben műtötték.

## Betegszervezet
A CF Betegek Egyesülete (CFBE) 1991-ben alakult, azzal a célkitűzéssel, hogy összefogja az országban szétszórtan élő cisztás fibrózis betegségben szenvedőket.